# Хельсинкская книжная ярмарка
Хе́льсинкская кни́жная я́рмарка (фин. Helsingin kirjamessut, англ. Helsinki Book Fair) — книжная ярмарка, ежегодно проходящая в конце октября в столице Финляндии городе Хельсинки.
Учредителями ярмарки, проводящейся ежегодно с 2001 года, являются Финская ярмарочная корпорация, Финская ассоциация издателей книг и Организация финской книжной розничной торговли (Suomen Kirjakauppiasliiton). В рамках ярмарки также действует проходящая ежегодно с 1988 года Антикварная книжная ярмарка (Antikvaariset kirjamessut).
Почётными гостями Хельсинкской книжной ярмарки в разные годы были: Великобритания (2006), Швеция (2009), Франция (2010), Эстония (2011), Венгрия (2012), Италия (2013), Германия (2014), Россия (2015), Северный союз (2016), Финляндия (2017, в честь празднования 100-летия независимости), США (2018).
За четыре дня ярмарку в 2014 году посетило 78 400 посетителей (в 2015 году — 80 тысяч).